# XXIV Batalion Saperów
XXIV batalion saperów (XXIV bsap)  – pododdział saperów  Wojska Polskiego w II Rzeczypospolitej.

## Dzieje XXIV batalionu saperów
XXIV batalion saperów powstał w połowie grudnia 1919 w obozie rekrutacyjnym we Włoszech w La Mandria di Chivasso z grupy pionierów, do której należą także kolejarze, telegrafiści i telefoniści; żołnierzy werbowano spośród jeńców Polaków byłej armii   austro-węgierskiej.  Dowódcami byli Francuzi.  Po przejściu elementarnego wyszkolenia w utworzono z grupy batalion, składający się z dwóch kompanii  saperskich i jednej kompanii specjalistów (kolejarzy, telegrafistów i telefonistów).
Dnia 22 lutego 1919 batalion odjechał  do Francji, gdzie został przydzielony do XXVII batalionu saperów francuskich przy 71 Dywizji Piechoty w Belrupt.
W maju 1919r., jako oddział inżynieryjny  3 Dywizji  Strzelców Polskich  armii gen. Hallera, przybył do Polski. Drugim oddziałem, z którego utworzono  XXIV batalion saperów był oddział inżynieryjny  6 Dywizji Strzelców Polskich  armii  gen. Hallera, sformowany z Polaków jeńców z armii niemieckiej przy francuskiej 74 Dywizji  Piechoty  w Arches. We wrześniu 1919 oba te oddziały zostały połączone i przydzielone do nowo powstałej 12 Dywizji Piechoty, jako XII batalion saperów. W lipcu 1921 (22 sierpnia 1921) XII batalion został przemianowany na XXIV batalion saperów. Batalion brał udział w walkach w Małopolsce wschodniej i na Ukrainie. Oprócz prac technicznych batalion bardzo często walczył z bronią w ręku „jak piechota”.  Najbardziej odznaczył się pod Rudnicą 30 maja 1920  zdobywając  pociąg pancerny i rozbijając całą bolszewicką brygadę.

## Dowódcy batalionu
- por. Adolf Szmidt
- kpt. / mjr Ernest Reinhardt Schuppler (25 XI 1922 - VI 1925 → dca XXII bsap)[5]
- kpt. Leopold Gabryłowicz (od VI 1925[6])
- mjr Marian Dionizy Legeżyński (1928)[7]